# Brains-sur-les-Marches
Brains-sur-les-Marches là một xã thuộc tỉnh Mayenne trong vùng Pays de la Loire tây bắc nước Pháp. Xã này nằm ở khu vực có độ cao trung bình 72-109 mét trên mực nước biển.